# Trichostomum winteri
Trichostomum winteri là một loài rêu trong họ Pottiaceae. Loài này được (Schimp.) Husn. mô tả khoa học đầu tiên năm 1885.